# Foot-Ball Club Juventus 1911-1912
Questa voce raccoglie le informazioni riguardanti la Foot-Ball Club Juventus nelle competizioni ufficiali della stagione 1911-1912.

## Stagione
La Juventus si presentò al via del campionato 1911-1912, iniziato in ottobre, con un organico composto da soli dieci giocatori a causa di problemi nel reclutamento di nuovi calciatori, finendo terz'ultima con 9 punti.

## Divise
| Casa | Portiere |

## Rosa
| N. |                        | Ruolo | Calciatore            |
| -- | ---------------------- | ----- | --------------------- |
|    | Italia (bandiera)      | P     | Umberto Pennano       |
|    | Italia (bandiera)      | D     | Collino II            |
|    | Italia (bandiera)      | D     | Giovanni Goccione     |
|    | Italia (bandiera)      | D     | Giuseppe Edmondo Hess |
|    | Inghilterra (bandiera) | D     | Barry Johnson         |
|    | Svizzera (bandiera)    | D     | Ludwig Weber          |
|    | Svizzera (bandiera)    | C     | Karl Aegli            |
|    | Italia (bandiera)      | C     | Aldo Colombo          |
|    | Inghilterra (bandiera) | C     | Nick Heyle            |
|    | Italia (bandiera)      | C     | Mario Nevi            |
|    | Italia (bandiera)      | A     | Ajmone III            |
|    | Italia (bandiera)      | A     | Alberto Barberis      |

| N. |                     | Ruolo | Calciatore           |
| -- | ------------------- | ----- | -------------------- |
|    | Italia (bandiera)   | A     | Angelo Besozzi       |
|    | Italia (bandiera)   | A     | Lorenzo Valerio Bona |
|    | Italia (bandiera)   | A     | Ettore Corbelli      |
|    | Italia (bandiera)   | A     | Benigno Dalmazzo     |
|    | Italia (bandiera)   | A     | Silvino Maffiotti    |
|    | Italia (bandiera)   | A     | Giovanni Mazzonis    |
|    | Francia (bandiera)  | A     | Arthur Meille        |
|    | Italia (bandiera)   | A     | Paolo Ravano         |
|    | Svizzera (bandiera) | A     | Reynert              |
|    | Italia (bandiera)   | A     | Giorgio Turin        |
|    | Italia (bandiera)   | A     | Enea Zuffi           |

## Risultati

### Prima Categoria

#### Girone eliminatorio
| Arbitro: | Calì (Genova) |

|                              |           |          |
| C. Capra 23’ A. Bachmann 75’ | Marcatori | 87’ Bona |

| Arbitro: | Colombo (Milano) |

|             |           |                                            |
| Reynert 70’ | Marcatori | 2’ Stöcker 16’, 50’, 75’ Comte 40’ Repetto |

| Arbitro: | Varetto (Torino) |

|  |           |                     |
|  | Marcatori | 16’, Meille Reynert |

| Arbitro: | Ed. Pasteur (Genova) |

|  |           |                                     |
|  | Marcatori | 45’, 47’, 85’ Rizzi 60’ A. Cevenini |

| Arbitro: | Meazza (Milano) |

|           |           |  |
| Corna 21’ | Marcatori |  |

| Arbitro: | Varetto (Torino) |

|            |           |           |
| Meille 85’ | Marcatori | 70’ Tenca |

| Arbitro: | Magni (Milano) |

|              |           |                                  |
| Lampiano 40’ | Marcatori | 7’, 20’, 85’ Reynert 15’ Besozzi |

| Arbitro: | Calì (Genova) |

|                                            |           |                  |
| Bontadini 20’, 26’ Aebi 50’, 65’, 74’, 86’ | Marcatori | 57’ (aut.) Caimi |

| Arbitro: | Calì (Genova) |

|                        |           |                                  |
| Reynert 40’ Meille 85’ | Marcatori | 67’ Guasco 75’ (rig.) G. Gallina |

| Arbitro: | Gama (Milano) |

|             |           |             |
| Reynert 21’ | Marcatori | 73’ Dorando |

| Arbitro: | Meazza (Milano) |

|                |           |  |
| Marsch 7’, 48’ | Marcatori |  |

| Arbitro: | Varetto (Torino) |

|  |           |                |
|  | Marcatori | 77’ Santamaria |

| Arbitro: | G. Gama (Milano) |

|                                                                 |           |             |
| A. Cevenini 12’, 75’ Van Hege 20’, 59’, 65’, 74’ Rizzi 28’, 85’ | Marcatori | 45’ Besozzi |

| Arbitro: | Meazza (Milano) |

|             |           |                                 |
| Reynert 20’ | Marcatori | 10’, 13’ C. Rampini 48’ Berardo |

| Arbitro: | Mauro (Milano) |

|                     |           |  |
| Boiocchi Tonini 65’ | Marcatori |  |

| Arbitro: | Calì (Genova) |

|                                                        |           |                       |
| Reynert 50’ (rig.), 60’, 65’ Maffiotti 53’ Besozzi 75’ | Marcatori | 20’ Fresia 80’ Follis |

| Arbitro: | Varetto (Torino) |

|  |           |                                               |
|  | Marcatori | 19’ (rig.) Aebi 32’, 34’ Bontadini 56’ Engler |

| Arbitro: | Ferrari (Genova) |

|                        |           |  |
| Guasco 25’ Sarasso 65’ | Marcatori |  |

## Statistiche

### Statistiche di squadra
| Competizione    | Punti | In casa | In casa | In casa | In casa | In casa | In casa | In trasferta | In trasferta | In trasferta | In trasferta | In trasferta | In trasferta | Totale | Totale | Totale | Totale | Totale | Totale | DR  |
| Competizione    | Punti | G       | V       | N       | P       | Gf      | Gs      | G            | V            | N            | P            | Gf           | Gs           | G      | V      | N      | P      | Gf     | Gs     | DR  |
| --------------- | ----- | ------- | ------- | ------- | ------- | ------- | ------- | ------------ | ------------ | ------------ | ------------ | ------------ | ------------ | ------ | ------ | ------ | ------ | ------ | ------ | --- |
| Prima Categoria | 9     | 9       | 1       | 3       | 5       | 11      | 23      | 9            | 2            | 0            | 7            | 11           | 24           | 18     | 3      | 3      | 12     | 22     | 47     | -25 |

### Statistiche dei giocatori
| Giocatore    | Prima Categoria | Prima Categoria |
| Giocatore    | Presenze        | Reti            |
| ------------ | --------------- | --------------- |
| K. Aegli     | 9               | 0               |
| R. Ajmone    | 2               | 0               |
| A. Barberis  | 4               | 0               |
| A. Besozzi   | 14              | 3               |
| L. V. Bona   | 10              | 1               |
| S. Collino   | 3               | 0               |
| A. Colombo   | 1               | 0               |
| E. Corbelli  | 4               | 0               |
| B. Dalmazzo  | 2               | 0               |
| M. Fuller    | 0               | 0               |
| G. Goccione  | 2               | 0               |
| G. Hess      | 14              | 0               |
| N. Heyle     | 1               | 0               |
| B. Johnson   | 1               | 0               |
| S. Maffiotti | 11              | 1               |
| G. Mazzonis  | 4               | 0               |
| A. Meille    | 11              | 2               |
| M. Nevi      | 14              | 0               |
| U. Pennano   | 17              | -45             |
| P. Ravano    | 1               | 0               |
| Reynert      | 16              | 10              |
| G. Turin     | 7               | 0               |
| L. Weber     | 2               | 0               |
| E. Zuffi     | 13              | 0               |